# Wildmoos (Gilching)
Das Naturschutzgebiet Wildmoos ist ein Naturschutzgebiet in der Gemeinde Gilching im Landkreis Starnberg. Gleichzeitig ist es Teil des Landschaftsschutzgebietes „Westlicher Teil des Landkreises Starnberg“ und des FFH-Gebietes „Moore und Buchenwälder zwischen Etterschlag und Fürstenfeldbruck“.

## Geschichte

### Torfabbau
Bis in die 1920er Jahre war das Wildmoos ein weitgehend unberührtes Hochmoor mit einer Torfmächtigkeit von bis zu vier Metern. Um den als Heizmaterial begehrten Torf abbauen zu können, begann man 1927 mit der Trockenlegung des Gebietes. In der Folge stellte sich jedoch heraus, dass die Qualität des Torfes zum Heizen ungeeignet war, da die Torfziegel nach dem Trocknen stark schrumpften und bröselig zerfielen. Der Aufwand des Torfstechens rentierte sich nur in Notzeiten und wurde um 1960 eingestellt.
Das Naturschutzgebiet wurde vom Landratsamt Starnberg am 27. August 1979 unter Schutz gestellt. 2004 folgte durch Natura 2000, dem Schutzgebietsnetz der Europäischen Union, die Anerkennung als FFH-Gebiet.

### Renaturierung
Um den Moor-Lebensraum mit seiner typischen Vegetation und der zugehörigen Tierwelt zu erhalten, wurde 2013 die Wiedervernässung mit dem Ziel einer Renaturierung geplant. Die Realisierung des Projektes verzögerte sich lange, da das Gebiet des Moors 130 Grundeigentümern gehört. Mit den meisten wurde schließlich eine Einigung erzielt, weshalb ab Februar 2022 die Arbeiten beginnen konnten. Hierzu wurden auf einem Gebiet von 1,9 Hektar Fichten gefällt, die für ein Moor einen zu hohen Wasserverbrauch haben. Außerdem wurden 30 Dammbauwerke in 19 wasserführende Schlitzgräben eingesetzt. Aufgrund fehlender Einwilligungen kann der Hauptgraben noch nicht gestaut werden. Das Projekt wurde vom Unternehmerverband Wirtschaftsförderung Starnberg (UWS) und dem Kreisbauernverband unterstützt. Die Kosten sind mit 100.000 € angesetzt und werden zu 90 % vom Freistaat Bayern getragen.

## Geografie und Geologie
Das Wildmoos liegt im äußersten Nordwesten des Landkreises Starnberg auf einer Höhe von 571 m ü. NHN. Im Norden und Osten ist es zusammen mit dem benachbarten Görbelmoos teilweise von steil ansteigenden Moränenkuppen umgeben. Im Westen grenzt es an die Fluren der in einer Geländemulde liegenden Einöde Jexhof im Landkreis Fürstenfeldbruck. Durch das Wildmoos fließt der Kellerbach, der das Schutzgebiet von seiner Quelle im Nordosten nach Südwesten durchzieht.
Das Wildmoos entstand nach dem Rückzug der Gletscher der Würmeiszeit als vermoorter Toteiskessel. Die Fläche von 0,45 km² ist eingebettet in die Jungmoränen-Landschaft des „Voralpinen Moor- und Hügellandes“.

## Flora und Fauna

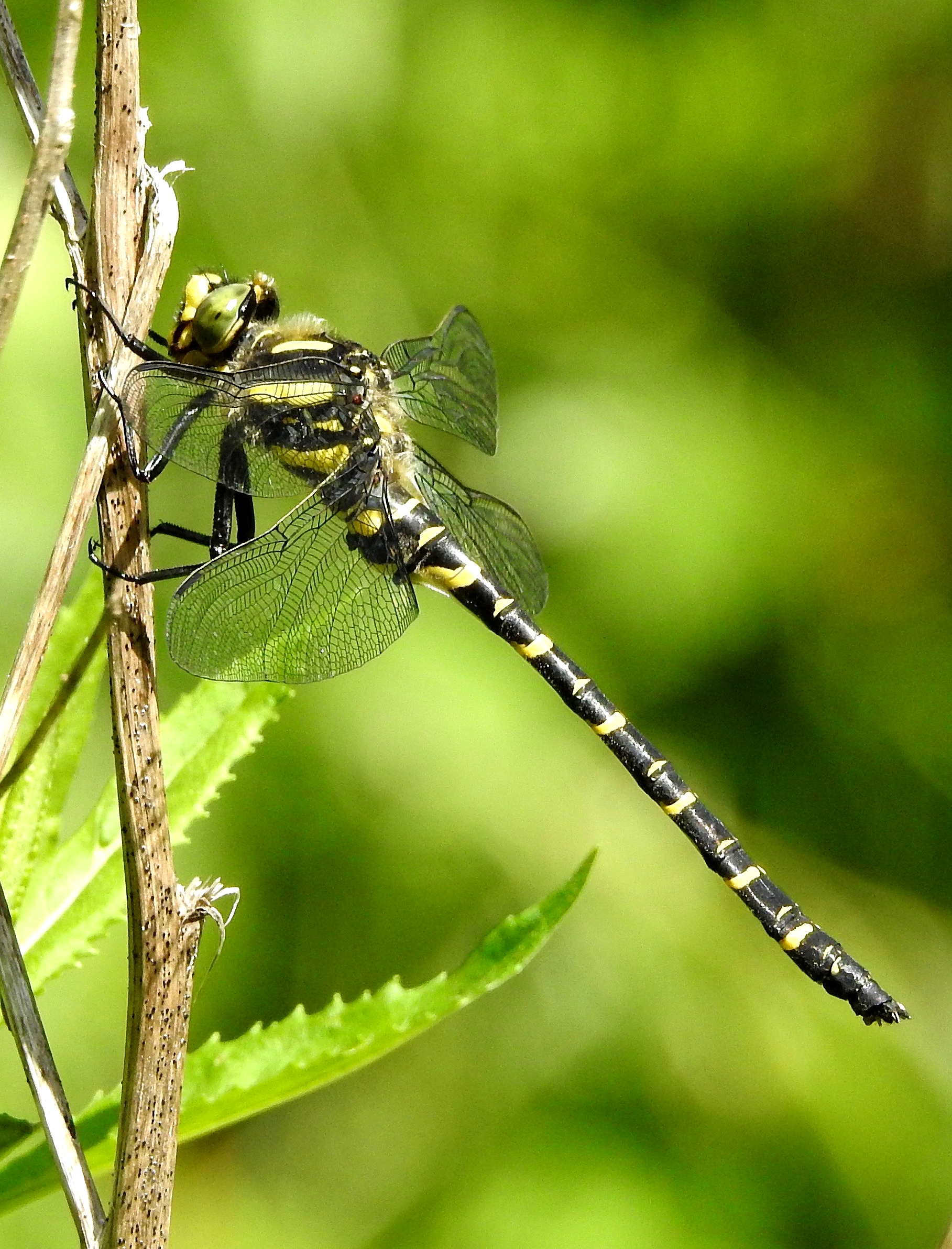
Zweigestreifte Quelljungfer im Naturschutzgebiet Wildmoos

Das Zentrum des Wildmooses besteht aus einem lichten Latschen- und Birkenmoor, die Randbereiche tragen einen teils dichten Bewuchs von Moorspirken und Moorbirken. Hier wachsen ebenfalls einige Exemplare der Strauch-Birke. Sie ist ein sehr seltenes, bayernweit bedeutsames Glazialrelikt. Auf trockeneren Moorbereichen im Gebiet der ehemaligen Torfstiche findet sich eine flechtenreiche Heidevegetation, in feuchteren Lagen die ursprüngliche Hochmoorvegetation mit Rundblättrigem Sonnentau, Rosmarinheide, Scheiden-Wollgras und der Moos- und Rauschbeere. Auf den Wiesen in den Randbereichen wachsen inzwischen selten gewordene Pflanzen wie die Sibirische Schwertlilie und der Schwalbenwurz-Enzian. Auch der gefährdete Gelbe Frauenschuh, eine bis zu 50 cm große Orchidee, ist hier noch anzutreffen.
Die im Wildmoos lange Zeit bestehende langsame Entwässerung stellte nicht nur für die Hochmoorvegetation, sondern auch für Amphibien und Insekten eine erhebliche Gefährdung dar. Die Renaturierung ist für auf geeignete Laichgewässer angewiesene Arten, wie zum Beispiel die in unseren Breiten vom Aussterben bedrohte Gelbbauchunke oder die Große Moosjungfer aus der Familie der Segellibellen, von großem Nutzen.